# Yovani Gallardo

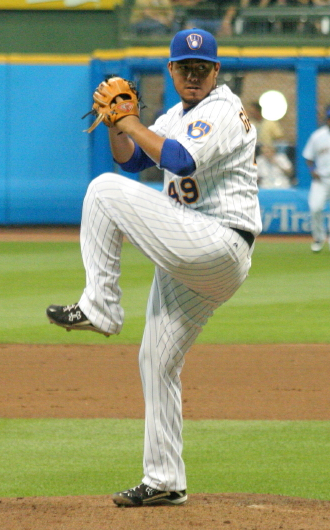
Gallardo lanzando una pelota (agosto de 2009).

Yovani Gallardo (Penjamillo de Degollado, Michoacán, México; 27 de febrero de 1986) es un pitcher derecho del equipo Orioles de Baltimore de la Liga Americana de béisbol de Estados Unidos.

## Inicios
Fue seleccionado en la segunda ronda del draft amateur en 2004 salido de la Escuela Técnica de Trimble en Fort Worth, Texas. Gallardo tiene un buen tamaño para un pitcher; mide 1.83 m y pesa 105 kg. Tiene un brazo arriba del promedio con una bola rápida que ronda las 90 millas por hora aunque ha llegado a las 93 millas por hora con curvas de hasta 77 millas/h.

## Otros datos
- nombre = Yovani X. Gallardo
- posición = Pitcher
- equipo = Orioles de Baltimore
- número = 49
- bateo = Por derecha
- lanzamientos = Por Derecha
- Fecha de nacimiento = 27 de febrero de 1986
- fecha de debut = Junio 18
- año de debut = 2007
- equipo de debut = Milwaukee Brewers

### Estadísticas 2007 al 25 de septiembre de 2007
- Partidos ganados/perdidos = 9-4
- porcentaje de carreras ganadas = 3.59
- strikes conseguidos = 94
- equipos =
  - Milwaukee Brewers 2007
  - Texas Rangers 2015
  - Baltimore Orioles 2016-

## Major League Baseball

### Temporada 2006
El 9 de junio Gallardo lanzó hasta la octava entrada sin hit, acabó el juego consiguiendo 11 ponches. Cuando jugó con los equipos de Brevard County y AA Huntsville, lideró todos los lanzadores de ligas menores con 188 ponches en 155 entradas.

### Temporada 2007
En 2 entradas de práctica en 2007, logró sacar 5 ponches, incluyendo a Barry Bonds.
El 14 de junio, los cerveceros anunciaron el llamado a Yovani Gallardo para reemplaar al iniciador Chris Capuano, que estaba en la lista de lesionados. Gallardo hizo su debut en grandes ligas contra los gigantes de San Francisco el 18 de junio.
El 20 de agosto, Gallardo bateo su primer home run, convirtiéndose en el segundo cervecero en lograrlo en la temporada 2007.
El 31 de agosto, Gallardo bateó su segundo home run en grandes ligas.

### Temporada 2015
El 8 de octubre jugando para Texas, en la Serie Divisional de la Liga Americana lanza gran partido y vence al mejor equipo de la temporada regular, los Toronto Blue Jays.